# Gabriel Gracindo
Gabriel Carvalho Gracindo (ur. 21 listopada 1977 w Rio de Janeiro) – brazylijski aktor telewizyjny i filmowy.

## Życiorys
Urodził się w Rio de Janeiro jako syn Gracindo Júniora (Epaminondasa Xaviera Gracindo). Wychowywał się z bratem Pedro i siostrą Danielą (ur. 1975).
Występował przede wszystkim w telewizyjnych produkcjach wytwórni Rede Record. Pojawił się w budzącej kontrowersje scenie w telenoweli Niewolnica Isaura (A Escrava Isaura, 2004), w której jego bohater Henrique podczas kłótni ze swoim ojcem pułkownikiem Sebastião Cunha zdejmuje wszystkie swoje ubrania w miejscowym burdelu, pozostając nagi. Wkrótce potem pojawia się nago, jadąc przez pola w kierunku karczmy, gdzie mieszka. Akt zdejmowania ubrania w serialu nawiązywał do czynu Franciszka z Asyżu, gdy publicznie wyrzekł się ojca (zrywając więzy).
W serialu Król Dawid (Rei Davi, 2012) zagrał postać Chuszaja Arkijczyka, przyjaciela Dawida.
W latach 2005–2012 był żonaty z aktorką Fernandą Nobre, mają syna João. W 2013 ożenił się po raz drugi z aktorką Rayaną Carvalho.

## produkcje TV
| Rok  | Tytuł                                            | Rola                                   |
| ---- | ------------------------------------------------ | -------------------------------------- |
| 1996 | Caça Talentos                                    | Bob, barbarzyńca                       |
| 2000 | Malhação                                         | Carlos                                 |
| 2003 | A Casa das Sete Mulheres                         | Eduardo                                |
| 2004 | Niewolnica Izaura (A Escrava Isaura)             | Henrique Salles Cunha                  |
| 2005 | Prova de Amor                                    | Carlos                                 |
| 2006 | Cidadão Brasileiro                               | Caio                                   |
| 2006 | Vidas Opostas                                    | dziennikarz                            |
| 2007 | Luz do Sol                                       | Mascote                                |
| 2008 | Chamas da Vida                                   | Eurico Camargo Júnior                  |
| 2009 | Promessas de Amor                                | inspektor Geraldo                      |
| 2010 | Historia Estery (A História de Ester)            | Dalfon                                 |
| 2012 | Król Dawid (Rei Davi)                            | Chuszaj                                |
| 2013 | Dona Xepa                                        | François Fontaine                      |
| 2013 | Anexo:Especiais da Rede Record: O Amor e a Morte | Thomas                                 |
| 2014 | Cuda Jezusa (Milagres de Jesus)                  | młody Elói                             |
| 2014 | Vitória                                          | Iago Ramos/Ziggy/Assassino das flechas |
| 2016 | A Terra Prometida                                | Melquias                               |